# Erik Kwakernaak
Erik Kwakernaak (Delft, 1942) is een Nederlandse expert op het gebied van de didactiek van de moderne vreemde talen.

## Levensloop
Erik Kwakernaak werd vooral bekend door zijn wetenschappelijke publicaties en vakpublicaties op het terrein van de vakdidactiek van de moderne vreemde talen. Hij studeerde Duitse taal- en letterkunde aan de Rijksuniversiteit Leiden. Na zes jaar als lector Nederlands aan de Universiteit van Aarhus in Denemarken werd hij in 1975 docent vakdidactiek en taalvaardigheid Duits aan de Lerarenopleiding Zuidwest-Nederland (Hogeschool Rotterdam) in Delft. Van 1988 tot 2007 was hij als vakdidacticus Duits verbonden aan de Rijksuniversiteit Groningen, waar hij in 1996 promoveerde op het proefschrift Grammatik im Fremdsprachenunterricht. Geschichte und Innovationsmöglichkeiten am Beispiel Deutsch als Fremdsprache in den Niederlanden. De laatste jaren heeft Kwakernaak ook gepubliceerd over de geschiedenis van het vreemdetalenonderwijs in Nederland.

## Publicaties
Sinds 1979 publiceert Kwakernaak over vreemdetalenonderwijs. Veel artikelen verschenen in het tijdschrift Levende Talen, voortgezet als Levende Talen Magazine ofwel LTM. Enkele thema’s die in zijn bijdragen regelmatig de aandacht krijgen zijn grammaticaonderwijs, toetsing, Europees referentiekader (ERK), actuele onderwijsvernieuwingen en zijn pleidooi voor meer doeltaalgebruik in de vreemdetalenles. Bovendien verschenen van hem onder andere publicaties in Duitstalige wetenschappelijke tijdschriften als Deutsch als Fremdsprache en Babylonia. Ook werkte hij mee aan de SLO-publicatie Advies-grammaticaleerlijnen Duits en Frans  uit 2006 en aan diverse leergangen Duits. 
Sinds 2006 maakt Erik Kwakernaak deel uit van de redactie van Levende Talen Magazine (kort: LTM). In 2009 verscheen van hem Didactiek van het vreemdetalenonderwijs, waarvan in 2015 de tweede druk verscheen. Dit werk geldt als handboek aan de Nederlandse lerarenopleidingen voor docenten in een van de moderne vreemde talen. Een keuze uit zijn kortere, columnachtige LTM-bijdragen over de Duitse taal en taalonderwijsproblemen werd in 2012 gebundeld en gepubliceerd onder de titel Vreemd gedoe: voer voor leraren Duits.
In 2015 publiceerde Kwakernaak met Hans Hulshof en Frans Wilhelm Geschiedenis van het talenonderwijs in Nederland. Onderwijs in de moderne talen van 1500 tot heden. Eerder al had hij in het Levende Talenjubileumjaar 2011 een historische bijdrage geleverd aan het jubileumboek Verleden en toekomst van het taalonderwijs. Honderd jaar Levende Talen 1911-2011 en had hij meegewerkt aan de website Talenexpo. Honderd jaar Levende Talenonderwijs in Nederland,. Ter gelegenheid van honderd jaar Levende Talenpublicaties schreef hij in 2014 een historische inleiding bij de poëziebundel Ik las met de klas een heerlijk gedicht 